# Gerrit Solleveld
Gerrit Solleveld est un coureur cycliste néerlandais, né le 8 juin 1961 à De Lier.  Il était membre du club Westland Wil Vooruit-Naaldwijk.

## Biographie
Il devient professionnel en 1984 et le reste jusqu'en 1992. En 1982, il est champion du monde du contre-la-montre par équipes avec Frits van Bindsbergen (nl), Maarten Ducrot et Gerard Schipper (de). Il participe à sept Tours de France. Il y remporte deux étapes, en 1985 entre Fougères à Pont-Audemer, et en 1990, entre Avranches à Rouen. En 1986, il s'adjuge également le classement des sprints intermédiaires, symbolisé par un maillot rouge.

## Palmarès

### Palmarès amateur
- 1980
  - Prologue de l'Étoile des Espoirs (contre-la-montre par équipes)
  - 2e du Tour de la province de Namur
  - 2e du championnat des Pays-Bas de poursuite amateurs
  - 3e du Trofeo Valco (avec René Koppert (nl))
  - 3e du Trophée Baracchi amateurs (avec René Koppert (nl))
- 1981
  - Prologue de l'Olympia's Tour
  - 2e de l'Olympia's Tour
- 1982
  -  Champion du monde du contre-la-montre par équipes (avec Frits van Bindsbergen (nl), Maarten Ducrot, Gerard Schipper (de))
  - Olympia's Tour :
    - Classement général
    - Prologue et 2e étape
- 1983
  -  Champion des Pays-Bas sur route amateurs

### Palmarès professionnel
- 1985
  - 5e étape du Tour méditerranéen
  - 4e étape du Tour de Suède
  - 4e étape du Tour de France
  - 2e du Tour de Suède
  - 3e de Kuurne-Bruxelles-Kuurne
- 1986
  - Tour de Zélande centrale
  - 2e du Tour des Pays-Bas
- 1987
  - Tour méditerranéen
    - Classement général
    - 5eb étape

  - 4eb étape du Tour des Pays-Bas (contre-la-montre par équipes)
  - 2e du championnat des Pays-Bas sur route
- 1988
  - Grand Prix de la Libération (contre-la-montre par équipes)
- 1989
  - 3e étape du Tour de la Communauté valencienne
  - Gand-Wevelgem
- 1990
  - Tour de Zélande centrale
  - 5e étape du Tour de France
  - 3e des Trois Jours de La Panne

## Résultats sur les grands tours

### Tour de France
7 participations
- 1985 : 110e, vainqueur de la 4e étape
- 1986 : 101e,  vainqueur du classement des sprints intermédiaires
- 1987 : 127e
- 1988 : 132e
- 1989 : 107e
- 1990 : 117e, vainqueur de la 5e étape
- 1991 : 133e

### Tour d'Espagne
1 participation 
- 1992 : 137e